# Florian Alt
Florian Alt (Gummersbach, 30 aprile 1996) è un pilota motociclistico tedesco, due volte campione tedesco IDMː in Classe 125 nel 2012 e in Superbike nel 2023.

## Carriera
Alt inizia a gareggiare con le minimoto nel 2003. Nel triennio 2010-2012 è impegnato sia nel campionato tedesco
classe 125 che nella Red Bull Rookies Cup arrivando ad ottenere il titolo in entrambe le categorie. Sempre nel 2012 disputa la gara inaugurale nel CIV classe 125 dove, in sella ad una KTM, chiude quinto. Nel 2013 fa il suo esordio nel motomondiale partecipando alla classe Moto3 con una Kalex-KTM del team Kiefer Racing senza ottenere punti. Nel 2014 torna al campionato tedesco dove, nella classe Supersport ottiene una vittoria.
Nel 2015 torna nel motomondiale come pilota titolare del team E-Motion IodaRacing in sella ad una Suter MMX2 in Moto2. Anche in questa occasione non ottiene punti ma, in occasione del Gran Premio di Gran Bretagna, in condizioni meteo proibitive, ottiene il giro più veloce della gara. Dalla stagione 2016 si alterna tra il campionato tedesco Superbike e il mondiale Endurance con motociclette Yamaha. Nel 2017 partecipa, in qualità di wild card al Gran Premio di Spagna nel campionato europeo Superstock 1000 con una Yamaha YZF-R1 del team MGM concludendo con un ritiro. Nel 2022 vince la Bol d'Or in equipaggio con Erwan Nigon e Steven Odendaal. Nel 2023 gareggia nuovamente nel mondiale Endurance con una Honda del team Viltais in equipaggio con Steven Odendaal e Leandro Mercado. Contestualmente all'endurance gareggia, vincendo il titolo, nel Campionato tedesco Superbike con Holzhauer Racing Promotion. Successivamente al titolo nazionale prende parte, in qualità di pilota wild card, al Gran Premio di Jerez nel mondiale Superbike. Porta a termine tutte e tre le prove previste pur senza ottenere punti. Nel 2024 gareggia nuovamente nel campionato tedesco, laddove chiude al secondo posto con due vittorie in gara.

## Risultati in gara

### Motomondiale
| 2013 | Classe | Moto      |    |     |     |     |  |    |    |    |    |    |    |    |     |     |    |  |  |    | Punti | Pos. |
| ---- | ------ | --------- | -- | --- | --- | --- |  | -- | -- | -- | -- | -- | -- | -- | --- | --- | -- |  |  | -- | ----- | ---- |
| 2013 | Moto3  | Kalex KTM | 25 | Rit | Rit | Rit |  | NP | 30 | 29 | NE | 18 | 27 | 25 | Rit | Rit | NP |  |  | 26 | 0     |      |

| 2015 | Classe | Moto  |    |    |    |    |    |    |    |     |    |    |     |    |    |    |    |     |    |    | Punti | Pos. |
| ---- | ------ | ----- | -- | -- | -- | -- | -- | -- | -- | --- | -- | -- | --- | -- | -- | -- | -- | --- | -- | -- | ----- | ---- |
| 2015 | Moto2  | Suter | 21 | 25 | 25 | 24 | 23 | 24 | 21 | Rit | NP | 19 | Rit | 24 | 22 | 21 | 21 | Rit | 26 | 20 | 0     |      |

| Legenda | 1º posto        | 2º posto            | 3º posto            | A punti      | Senza punti        | Grassetto – Pole position Corsivo – Giro più veloce |
| Legenda | Gara non valida | Non qual./Non part. | Ritirato/Non class. | Squalificato | '-' Dato non disp. | Grassetto – Pole position Corsivo – Giro più veloce |

### Campionato mondiale Superbike
| 2023 | Moto  |  |  |  |  |  |  |  |  |  |  |  |  |  |  |  |  |  |  |  |  |  |  |  |  |  |  |  |  |  |  |  |  |  |    |    |    |  |  |  |  |  |  | Punti | Pos. |
| ---- | ----- |  |  |  |  |  |  |  |  |  |  |  |  |  |  |  |  |  |  |  |  |  |  |  |  |  |  |  |  |  |  |  |  |  | -- | -- | -- |  |  |  |  |  |  | ----- | ---- |
| 2023 | Honda |  |  |  |  |  |  |  |  |  |  |  |  |  |  |  |  |  |  |  |  |  |  |  |  |  |  |  |  |  |  |  |  |  | 19 | 18 | 22 |  |  |  |  |  |  | 0     |      |

| Legenda | 1º posto        | 2º posto            | 3º posto           | A punti      | Senza punti        | Grassetto – Pole position Corsivo – Giro più veloce |
| Legenda | Gara non valida | Non qual./Non part. | Ritirato/Non class | Squalificato | '-' Dato non disp. | Grassetto – Pole position Corsivo – Giro più veloce |